# エリ (北欧神話)

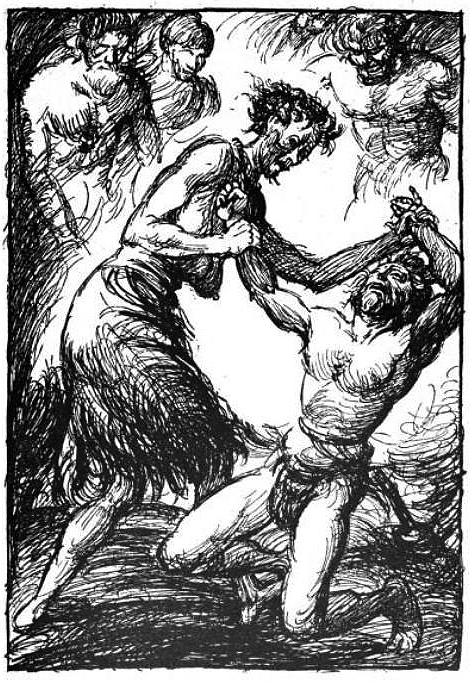
エリとトールの角力（レスリング）。Robert Engels による挿絵（1919年）

エリ（古ノルド語: Elli [ˈelːe], 「老齢」を意味する）は北欧神話の登場人物。『スノッリのエッダ』の「ギュルヴィたぶらかし」に登場する。老婆の姿でありながらも、剛力無双で知られる神トールを角力（レスリング）で負かした人物であり、その正体は「老齢・老い」が擬人化された存在である。

## ギュルヴィたぶらかし
「ギュルヴィたぶらかし」において、トールと旅の供のロキ、シャールヴィらは、巨人ウートガルザ・ロキの広間にて、トールらの力と技を試す難題を出される。トールは酒の飲み比べで恥をかかされたばかりであり、雪辱を果たしたがっていた。

トールが言った。「汝らは我を小さいと云うが、誰かこの場に出てきて、我と角力を取らぬか。頭に来ているのだ」ウートガルザ・ロキは応えて、彼の周りの長椅子の方を見回し、話した。「汝と角力を取ることで面目が潰れることになりそうな者は、この中にはおらぬようだ」そしてこう続けた。「まずは、我が乳母のエリを此処に呼び、トールが応じるなら彼女と角力を取らせよう。彼女はこれまでトールに勝るとも劣らず強く見える者たちを投げ負かしてきたのだ」直ぐに一人の、年月に打たれた様子の老婆が広間に入ってきた。そしてウートガルザ・ロキは彼女がアースのトールと取組をするのだと言った。長々と物言いをつける必要はなかった。さて、苦闘の顛末はこうである。トールがますます激しく掴もうとするほど、彼女の立ち上がりは速さを増す。老婆が抑え込もうとする。トールはたたらを踏む。彼らの引き合いは激しいものとなった。しかしトールが膝を、片方だが、地に着けるまで長い時間はかからなかった。そしてウートガルザ・ロキは上がり出て彼らに角力を止めさせ、トールはこれ以上他の護衛の者に角力を挑む必要はないであろう、と言った。

その後、トールと一行がウートガルザ・ロキの広間を無事に出たところで、ウートガルザ・ロキは明らかにした。トールの相手は見た目よりもずっと手ごわい存在であり、トールの腕前は実のところ驚くべきものであったと。

角力の試合についても大きな驚きであった、汝があれほど長く耐え、そして片膝を着いてからそれ以上倒れなかったのは。エリとの角力でな。なぜならば、そのような者はこれまでに無く、これからも無いであろうから。「老齢（エリ）」に甘んじるほど老いた者で、「老齢」が倒すことができなかった者は。

トールがウートガルザ・ロキのもとを訪れる物語は『スノッリのエッダ』でしか語られておらず、また珍しくスノッリはこの物語を裏付ける古い詩を一つも引用していない。この物語に関するスノッリの情報源は不明であり、大部分がスノッリ自身によって作られた可能性が示唆されている。
エリは他の現存する資料では言及されていないが、神々でさえ老化の影響から免れるわけではないという観念は、神々が若さを保つために定期的にイズンの林檎を食べなければならないという事実によって裏付けられている。